# Tournoi féminin des États-Unis de rugby à sept 2019
Ne doit pas être confondu avec Tournoi des États-Unis de rugby à sept 2019.
Navigation
2018
Le Tournoi féminin des États-Unis de rugby à sept 2019 est la première étape de la saison 2019-2020 du circuit féminin des World Rugby Sevens Series. Elle se déroule sur deux jours du 5 au 6 octobre 2019 à l'Infinity Park de Glendale.
Cette édition est remportée par les États-Unis, après avoir battu l'Australie en finale.

## Équipes participantes
Douze équipes participent au tournoi, dont une invitée :
- Angleterre
- Australie
- Brésil
- Canada
- Espagne
- États-Unis
- Fidji
- France
- Irlande
- Japon (invitée)
- Nouvelle-Zélande
- Russie

## Tournoi principal

### Phase de poules

#### Poule A
| Rang | Pays             | J | V | N | D | Pm  | Pe | Diff | Pts |
| ---- | ---------------- | - | - | - | - | --- | -- | ---- | --- |
| 1    | Nouvelle-Zélande | 3 | 3 | 0 | 0 | 116 | 19 | +97  | 9   |
| 2    | Russie           | 3 | 2 | 0 | 1 | 79  | 62 | +17  | 7   |
| 3    | Angleterre       | 3 | 1 | 0 | 2 | 43  | 88 | -45  | 5   |
| 4    | Japon            | 3 | 0 | 0 | 3 | 21  | 90 | -69  | 3   |

|  | Qualifiée pour la Cup              |
|  | Qualifiée pour le Challenge Trophy |

| 5 octobre 2019 11 h 21 UTC−07:00 | Angleterre | 22 - 38 | Russie | Infinity Park, Glendale |
| 5 octobre 2019 11 h 21 UTC−07:00 |            |         |        | Infinity Park, Glendale |
| 5 octobre 2019 11 h 21 UTC−07:00 |            |         |        | Infinity Park, Glendale |

| 5 octobre 2019 11 h 43 UTC−07:00 | Nouvelle-Zélande | 40 - 7 | Japon | Infinity Park, Glendale |
| 5 octobre 2019 11 h 43 UTC−07:00 |                  |        |       | Infinity Park, Glendale |
| 5 octobre 2019 11 h 43 UTC−07:00 |                  |        |       | Infinity Park, Glendale |

| 5 octobre 2019 14 h 5 UTC−07:00 | Angleterre | 21 - 14 | Japon | Infinity Park, Glendale |
| 5 octobre 2019 14 h 5 UTC−07:00 |            |         |       | Infinity Park, Glendale |
| 5 octobre 2019 14 h 5 UTC−07:00 |            |         |       | Infinity Park, Glendale |

| 5 octobre 2019 14 h 27 UTC−07:00 | Nouvelle-Zélande | 40 - 12 | Russie | Infinity Park, Glendale |
| 5 octobre 2019 14 h 27 UTC−07:00 |                  |         |        | Infinity Park, Glendale |
| 5 octobre 2019 14 h 27 UTC−07:00 |                  |         |        | Infinity Park, Glendale |

| 5 octobre 2019 17 h 5 UTC−07:00 | Russie | 29 - 0 | Japon | Infinity Park, Glendale |
| 5 octobre 2019 17 h 5 UTC−07:00 |        |        |       | Infinity Park, Glendale |
| 5 octobre 2019 17 h 5 UTC−07:00 |        |        |       | Infinity Park, Glendale |

| 5 octobre 2019 17 h 33 UTC−07:00 | Nouvelle-Zélande | 36 - 0 | Angleterre | Infinity Park, Glendale |
| 5 octobre 2019 17 h 33 UTC−07:00 |                  |        |            | Infinity Park, Glendale |
| 5 octobre 2019 17 h 33 UTC−07:00 |                  |        |            | Infinity Park, Glendale |

#### Poule B
| Rang | Pays       | J | V | N | D | Pm | Pe | Diff | Pts |
| ---- | ---------- | - | - | - | - | -- | -- | ---- | --- |
| 1    | France     | 3 | 3 | 0 | 0 | 90 | 26 | +64  | 9   |
| 2    | États-Unis | 3 | 2 | 0 | 1 | 86 | 31 | +55  | 7   |
| 3    | Irlande    | 3 | 1 | 0 | 2 | 42 | 90 | -48  | 5   |
| 4    | Brésil     | 3 | 0 | 0 | 3 | 12 | 93 | -81  | 3   |

|  | Qualifiée pour la Cup              |
|  | Qualifiée pour le Challenge Trophy |

| 5 octobre 2019 10 h 37 UTC−07:00 | France | 28 - 7 | Irlande | Infinity Park, Glendale |
| 5 octobre 2019 10 h 37 UTC−07:00 |        |        |         | Infinity Park, Glendale |
| 5 octobre 2019 10 h 37 UTC−07:00 |        |        |         | Infinity Park, Glendale |

| 5 octobre 2019 10 h 59 UTC−07:00 | États-Unis | 27 - 0 | Brésil | Infinity Park, Glendale |
| 5 octobre 2019 10 h 59 UTC−07:00 |            |        |        | Infinity Park, Glendale |
| 5 octobre 2019 10 h 59 UTC−07:00 |            |        |        | Infinity Park, Glendale |

| 5 octobre 2019 13 h 21 UTC−07:00 | France | 38 - 5 | Brésil | Infinity Park, Glendale |
| 5 octobre 2019 13 h 21 UTC−07:00 |        |        |        | Infinity Park, Glendale |
| 5 octobre 2019 13 h 21 UTC−07:00 |        |        |        | Infinity Park, Glendale |

| 5 octobre 2019 13 h 43 UTC−07:00 | États-Unis | 45 - 7 | Irlande | Infinity Park, Glendale |
| 5 octobre 2019 13 h 43 UTC−07:00 |            |        |         | Infinity Park, Glendale |
| 5 octobre 2019 13 h 43 UTC−07:00 |            |        |         | Infinity Park, Glendale |

| 5 octobre 2019 16 h 5 UTC−07:00 | Irlande | 28 - 7 | Brésil | Infinity Park, Glendale |
| 5 octobre 2019 16 h 5 UTC−07:00 |         |        |        | Infinity Park, Glendale |
| 5 octobre 2019 16 h 5 UTC−07:00 |         |        |        | Infinity Park, Glendale |

| 5 octobre 2019 16 h 35 UTC−07:00 | États-Unis | 14 - 24 | France | Infinity Park, Glendale |
| 5 octobre 2019 16 h 35 UTC−07:00 |            |         |        | Infinity Park, Glendale |
| 5 octobre 2019 16 h 35 UTC−07:00 |            |         |        | Infinity Park, Glendale |

#### Poule C
| Rang | Pays      | J | V | N | D | Pm | Pe | Diff | Pts |
| ---- | --------- | - | - | - | - | -- | -- | ---- | --- |
| 1    | Australie | 3 | 2 | 1 | 0 | 92 | 38 | +54  | 8   |
| 2    | Canada    | 3 | 2 | 1 | 0 | 76 | 47 | +29  | 8   |
| 3    | Espagne   | 3 | 1 | 0 | 2 | 48 | 71 | -23  | 5   |
| 4    | Fidji     | 3 | 0 | 0 | 3 | 35 | 95 | -60  | 3   |

|  | Qualifiée pour la Cup              |
|  | Qualifiée pour le Challenge Trophy |

| 5 octobre 2019 9 h 53 UTC−07:00 | Australie | 31 - 5 | Espagne | Infinity Park, Glendale |
| 5 octobre 2019 9 h 53 UTC−07:00 |           |        |         | Infinity Park, Glendale |
| 5 octobre 2019 9 h 53 UTC−07:00 |           |        |         | Infinity Park, Glendale |

| 5 octobre 2019 10 h 15 UTC−07:00 | Canada | 31 - 7 | Fidji | Infinity Park, Glendale |
| 5 octobre 2019 10 h 15 UTC−07:00 |        |        |       | Infinity Park, Glendale |
| 5 octobre 2019 10 h 15 UTC−07:00 |        |        |       | Infinity Park, Glendale |

| 5 octobre 2019 12 h 37 UTC−07:00 | Australie | 35 - 7 | Fidji | Infinity Park, Glendale |
| 5 octobre 2019 12 h 37 UTC−07:00 |           |        |       | Infinity Park, Glendale |
| 5 octobre 2019 12 h 37 UTC−07:00 |           |        |       | Infinity Park, Glendale |

| 5 octobre 2019 12 h 59 UTC−07:00 | Canada | 19 - 14 | Espagne | Infinity Park, Glendale |
| 5 octobre 2019 12 h 59 UTC−07:00 |        |         |         | Infinity Park, Glendale |
| 5 octobre 2019 12 h 59 UTC−07:00 |        |         |         | Infinity Park, Glendale |

| 5 octobre 2019 15 h 21 UTC−07:00 | Espagne | 29 - 21 | Fidji | Infinity Park, Glendale |
| 5 octobre 2019 15 h 21 UTC−07:00 |         |         |       | Infinity Park, Glendale |
| 5 octobre 2019 15 h 21 UTC−07:00 |         |         |       | Infinity Park, Glendale |

| 5 octobre 2019 15 h 43 UTC−07:00 | Canada | 26 - 26 | Australie | Infinity Park, Glendale |
| 5 octobre 2019 15 h 43 UTC−07:00 |        |         |           | Infinity Park, Glendale |
| 5 octobre 2019 15 h 43 UTC−07:00 |        |         |           | Infinity Park, Glendale |

### Phase finale

#### Cup
|  | Quarts de finale                   | Quarts de finale                   |                                    |                                    | Demi-finales                      | Demi-finales                      |    |  | Finale                             | Finale                             |
|  | Quarts de finale                   | Quarts de finale                   |                                    |                                    | Demi-finales                      | Demi-finales                      |    |  | Finale                             | Finale                             |
|  |                                    |                                    |                                    |                                    |                                   |                                   |    |  |                                    |                                    |
|  | 6 octobre 2019 à 10 h 11 UTC−07:00 | 6 octobre 2019 à 10 h 11 UTC−07:00 |                                    |                                    | 6 octobre 2019 à 14 h 1 UTC−07:00 | 6 octobre 2019 à 14 h 1 UTC−07:00 |    |  | 6 octobre 2019 à 16 h 58 UTC−07:00 | 6 octobre 2019 à 16 h 58 UTC−07:00 |
|  | 6 octobre 2019 à 10 h 11 UTC−07:00 | 6 octobre 2019 à 10 h 11 UTC−07:00 |                                    |                                    | 6 octobre 2019 à 14 h 1 UTC−07:00 | 6 octobre 2019 à 14 h 1 UTC−07:00 |    |  | 6 octobre 2019 à 16 h 58 UTC−07:00 | 6 octobre 2019 à 16 h 58 UTC−07:00 |
|  | France                             | 26                                 |                                    |                                    | 6 octobre 2019 à 14 h 1 UTC−07:00 | 6 octobre 2019 à 14 h 1 UTC−07:00 |    |  | 6 octobre 2019 à 16 h 58 UTC−07:00 | 6 octobre 2019 à 16 h 58 UTC−07:00 |
|  | France                             | 26                                 |                                    |                                    | 6 octobre 2019 à 14 h 1 UTC−07:00 | 6 octobre 2019 à 14 h 1 UTC−07:00 |    |  | 6 octobre 2019 à 16 h 58 UTC−07:00 | 6 octobre 2019 à 16 h 58 UTC−07:00 |
|  | Espagne                            | 7                                  |                                    |                                    | 6 octobre 2019 à 14 h 1 UTC−07:00 | 6 octobre 2019 à 14 h 1 UTC−07:00 |    |  | 6 octobre 2019 à 16 h 58 UTC−07:00 | 6 octobre 2019 à 16 h 58 UTC−07:00 |
|  | Espagne                            | 7                                  | France                             | 0                                  |                                   |                                   |    |  | 6 octobre 2019 à 16 h 58 UTC−07:00 | 6 octobre 2019 à 16 h 58 UTC−07:00 |
|  | 6 octobre 2019 à 10 h 33 UTC−07:00 |                                    | France                             | 0                                  |                                   |                                   |    |  | 6 octobre 2019 à 16 h 58 UTC−07:00 | 6 octobre 2019 à 16 h 58 UTC−07:00 |
|  |                                    | Australie                          | 40                                 |                                    |                                   |                                   |    |  | 6 octobre 2019 à 16 h 58 UTC−07:00 | 6 octobre 2019 à 16 h 58 UTC−07:00 |
|  | Australie                          | Australie                          | 40                                 | 38                                 |                                   |                                   |    |  | 6 octobre 2019 à 16 h 58 UTC−07:00 | 6 octobre 2019 à 16 h 58 UTC−07:00 |
|  | Australie                          |                                    |                                    | 38                                 |                                   |                                   |    |  | 6 octobre 2019 à 16 h 58 UTC−07:00 | 6 octobre 2019 à 16 h 58 UTC−07:00 |
|  | Russie                             | 0                                  |                                    |                                    |                                   |                                   |    |  | 6 octobre 2019 à 16 h 58 UTC−07:00 | 6 octobre 2019 à 16 h 58 UTC−07:00 |
|  | Russie                             | 0                                  | Australie                          | 7                                  |                                   |                                   |    |  |                                    |                                    |
|  | 6 octobre 2019 à 10 h 55 UTC−07:00 |                                    | Australie                          | 7                                  |                                   |                                   |    |  |                                    |                                    |
|  |                                    | États-Unis                         | 26                                 |                                    |                                   |                                   |    |  |                                    |                                    |
|  | États-Unis                         | États-Unis                         | 26                                 | 29                                 |                                   |                                   |    |  |                                    |                                    |
|  | États-Unis                         | 6 octobre 2019 à 14 h 23 UTC−07:00 |                                    | 29                                 |                                   |                                   |    |  |                                    |                                    |
|  | Canada                             | 26                                 |                                    |                                    |                                   |                                   |    |  |                                    |                                    |
|  | Canada                             | 26                                 | États-Unis                         | 19                                 |                                   |                                   |    |  |                                    |                                    |
|  | 6 octobre 2019 à 11 h 17 UTC−07:00 | 6 octobre 2019 à 11 h 17 UTC−07:00 | États-Unis                         | 19                                 | Médaille de bronze                | Médaille de bronze                |    |  |                                    |                                    |
|  | 6 octobre 2019 à 11 h 17 UTC−07:00 | 6 octobre 2019 à 11 h 17 UTC−07:00 |                                    | Nouvelle-Zélande                   | Médaille de bronze                | Médaille de bronze                | 17 |  |                                    |                                    |
|  | Nouvelle-Zélande                   | 36                                 | 6 octobre 2019 à 16 h 28 UTC−07:00 | 6 octobre 2019 à 16 h 28 UTC−07:00 |                                   |                                   | 17 |  |                                    |                                    |
|  | Nouvelle-Zélande                   | 36                                 | 6 octobre 2019 à 16 h 28 UTC−07:00 | 6 octobre 2019 à 16 h 28 UTC−07:00 |                                   |                                   |    |  |                                    |                                    |
|  | Irlande                            | 10                                 |                                    | France                             | 14                                |                                   |    |  |                                    |                                    |
|  | Irlande                            | 10                                 |                                    | France                             | 14                                |                                   |    |  |                                    |                                    |
|  |                                    |                                    |                                    |                                    |                                   |                                   |    |  | Nouvelle-Zélande                   | 31                                 |
|  |                                    |                                    |                                    |                                    |                                   |                                   |    |  | Nouvelle-Zélande                   | 31                                 |

#### 5eplace
|  | Demi-finales                       | Demi-finales                       |         |    | 5e place                          | 5e place                          |
|  | Demi-finales                       | Demi-finales                       |         |    | 5e place                          | 5e place                          |
|  |                                    |                                    |         |    |                                   |                                   |
|  | 6 octobre 2019 à 13 h 17 UTC−07:00 | 6 octobre 2019 à 13 h 17 UTC−07:00 |         |    | 6 octobre 2019 à 16 h 1 UTC−07:00 | 6 octobre 2019 à 16 h 1 UTC−07:00 |
|  | 6 octobre 2019 à 13 h 17 UTC−07:00 | 6 octobre 2019 à 13 h 17 UTC−07:00 |         |    | 6 octobre 2019 à 16 h 1 UTC−07:00 | 6 octobre 2019 à 16 h 1 UTC−07:00 |
|  | Espagne                            | 24                                 |         |    | 6 octobre 2019 à 16 h 1 UTC−07:00 | 6 octobre 2019 à 16 h 1 UTC−07:00 |
|  | Espagne                            | 24                                 |         |    | 6 octobre 2019 à 16 h 1 UTC−07:00 | 6 octobre 2019 à 16 h 1 UTC−07:00 |
|  | Russie                             | 19                                 |         |    | 6 octobre 2019 à 16 h 1 UTC−07:00 | 6 octobre 2019 à 16 h 1 UTC−07:00 |
|  | Russie                             | 19                                 | Espagne | 12 |                                   |                                   |
|  | 6 octobre 2019 à 13 h 39 UTC−07:00 |                                    | Espagne | 12 |                                   |                                   |
|  |                                    | Canada                             | 7       |    |                                   |                                   |
|  | Canada                             | Canada                             | 7       | 40 |                                   |                                   |
|  | Canada                             |                                    |         | 40 |                                   |                                   |
|  | Irlande                            | 14                                 |         |    |                                   |                                   |
|  | Irlande                            | 14                                 |         |    |                                   |                                   |

#### Challenge Trophy
|  | Demi-finales                       | Demi-finales                       |            |    | Finale                             | Finale                             |
|  | Demi-finales                       | Demi-finales                       |            |    | Finale                             | Finale                             |
|  |                                    |                                    |            |    |                                    |                                    |
|  | 6 octobre 2019 à 11 h 39 UTC−07:00 | 6 octobre 2019 à 11 h 39 UTC−07:00 |            |    | 6 octobre 2019 à 15 h 37 UTC−07:00 | 6 octobre 2019 à 15 h 37 UTC−07:00 |
|  | 6 octobre 2019 à 11 h 39 UTC−07:00 | 6 octobre 2019 à 11 h 39 UTC−07:00 |            |    | 6 octobre 2019 à 15 h 37 UTC−07:00 | 6 octobre 2019 à 15 h 37 UTC−07:00 |
|  | Angleterre                         | 34                                 |            |    | 6 octobre 2019 à 15 h 37 UTC−07:00 | 6 octobre 2019 à 15 h 37 UTC−07:00 |
|  | Angleterre                         | 34                                 |            |    | 6 octobre 2019 à 15 h 37 UTC−07:00 | 6 octobre 2019 à 15 h 37 UTC−07:00 |
|  | Brésil                             | 14                                 |            |    | 6 octobre 2019 à 15 h 37 UTC−07:00 | 6 octobre 2019 à 15 h 37 UTC−07:00 |
|  | Brésil                             | 14                                 | Angleterre | 36 |                                    |                                    |
|  | 6 octobre 2019 à 12 h 1 UTC−07:00  |                                    | Angleterre | 36 |                                    |                                    |
|  |                                    | Japon                              | 14         |    |                                    |                                    |
|  | Fidji                              | Japon                              | 14         | 19 |                                    |                                    |
|  | Fidji                              |                                    |            | 19 |                                    |                                    |
|  | Japon                              | 21                                 |            |    |                                    |                                    |
|  | Japon                              | 21                                 |            |    |                                    |                                    |

## Classement final
| Rang               | Équipe           |
| ------------------ | ---------------- |
| Médaille d'or      | États-Unis       |
| Médaille d'argent  | Australie        |
| Médaille de bronze | Nouvelle-Zélande |
| 4                  | France           |
| 5                  | Espagne          |
| 6                  | Canada           |
| 7                  | Russie           |
| 8                  | Irlande          |
| 9                  | Angleterre       |
| 10                 | Japon            |
| 11                 | Fidji            |
| 12                 | Brésil           |

## Joueuses

### Meilleures marqueuses
| Rang | Joueuse           | Essais marqués |
| ---- | ----------------- | -------------- |
| 1    | Emma Tonegato     | 9              |
| 2    | Charlotte Caslick | 7              |
| 3    | Ellia Green       | 6              |
| 3    | Kelly Brazier     | 6              |
| 3    | Michaela Blyde    | 6              |
| 3    | Stacey Waaka      | 6              |

### Meilleurs réalisatrices
| Rang | Joueuse          | Points marqués |
| ---- | ---------------- | -------------- |
| 1    | Emma Tonegato    | 45             |
| 2    | Ellia Green      | 40             |
| 2    | Ghislaine Landry | 40             |
| 4    | Kelly Brazier    | 38             |
| 5    | Alev Kelter      | 36             |

### Distinctions
| Distinctions         | Joueuse           |
| -------------------- | ----------------- |
| Impact Player        | Charlotte Caslick |
| Joueuse de la finale | Ilona Maher       |

### Équipe type
| Poste    | Joueuse           |
| -------- | ----------------- |
| Arrières | Charlotte Caslick |
| Arrières | Kristi Kirshe     |
| Arrières | Kelly Brazier     |
| Arrières | Emma Tonegato     |
| Avants   | Cheta Emba        |
| Avants   | Chloé Pelle       |
| Avants   | Stacey Waaka      |